# Équipe d'Israël de baseball

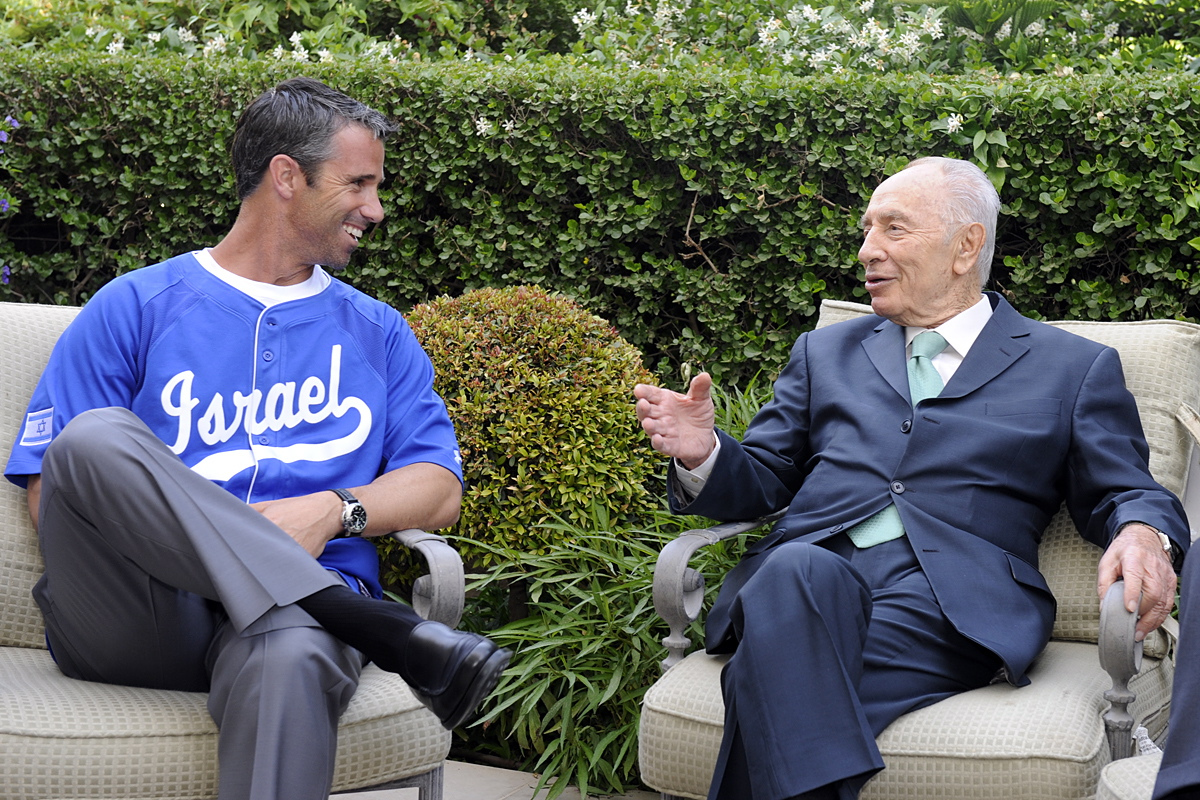
Le président de l'État d'Israël Shimon Peres et l'entraîneur de l'équipe nationale Brad Ausmus, en 2012.

L'équipe d'Israël de baseball est l'équipe nationale de baseball qui représente Israël dans les compétitions internationales. Elle est entrainée par Brad Ausmus.
Elle participera à la classique mondiale de baseball 2013.
Son effectif est essentiellement constitué de joueurs américains. En 2012, sur un effectif total de 28 joueurs, seuls trois d'entre eux étaient de nationalité israélienne. 
Pour faire partie de l'équipe de baseball nationale d'Israël, il suffit d'être juif ou d'être marié à une personne juive.

## Palmarès
Classique mondiale de baseball
- 2006 : non qualifiée
- 2009 : non qualifiée
- 2013 : non qualifiée
- 2017 : éliminée au 2e tour
- 2023 : Phase de groupes